# Synchiropus goodenbeani
Synchiropus goodenbeani är en fiskart som först beskrevs av Tetsuji Nakabo och Hartel, 1999.  Synchiropus goodenbeani ingår i släktet Synchiropus och familjen sjökocksfiskar. Inga underarter finns listade i Catalogue of Life.